# Zdeněk Švarc (lední hokejista)
Zdeněk Švarc (16. prosince 1919, Praha – 8. listopadu 1948, La Manche) byl československý hokejista.
Hrál v klubech LTC Praha, HC Stadión Praha a I. ČLTK Praha. Švarc zemřel při leteckém neštěstí při letu československého reprezentačního mužstva z Paříže do Londýna nad kanálem La Manche. V roce 1968 byl vyznamenán titulem zasloužilý mistr sportu in memoriam.